# تشيناتسو أكاساكي
تشيناتسو أكاساكي (باليابانية: 赤﨑 千夏) مواليد 10 أغسطس 1987 في كاغوشيما، اليابان، هي مؤدية أصوات يابانية.

## الأدوار

### مسلسلات أنمي
- في عالم أخر مع هاتفي الذكي - ياي كوكونو
- ميد ساما!
- كي أون
- المعركة الحديدية بي بليد
- فيت/زيرو
- بوكيمون
- سورد آرت أونلاين البديل - فوكاجيرو
- الحب متلازمة الصف الثامن وأوهام أخرى - شينكا نيبوتاني

### أفلام أنمي
- الحب متلازمة الصف الثامن وأوهام أخرى! تيك أون مي - شينكا نيبوتاني

### ألعاب
- عندما تبكي حشرة الليل

## روابط خارجية
- تشيناتسو أكاساكي على موقع IMDb (الإنجليزية)
- تشيناتسو أكاساكي على موقع ميوزك برينز (الإنجليزية)
- تشيناتسو أكاساكي على موقع قاعدة بيانات الفيلم (الإنجليزية)
- تشيناتسو أكاساكي على موقع كينوبويسك (الروسية)
- تشيناتسو أكاساكي على موقع ANN person (الإنجليزية)